# Kake
Kake ist eine Ortschaft an der Nordwestküste der Kupreanof-Insel, einer 2803 km² großen Insel des Alexanderarchipels im US-Bundesstaat Alaska. Kake gehört zur Prince of Wales-Hyder Census Area. Das U.S. Census Bureau hat bei der Volkszählung 2020 eine Einwohnerzahl von 543 ermittelt. Der Name der Siedlung stammt vom Wort K̲éix̲’ aus der Tlingit-Sprache.
Kake ist die größere der beiden Siedlungen auf der Kupreanof-Insel. In Kake steht der mit knapp 42 Metern Höhe größte, von einem Indianer geschnitzte Totempfahl der Welt, der aus einem einzigen Baumstamm besteht. Er wurde 1967 anlässlich der 100-Jahr-Feier des Alaska Purchase errichtet.

## Demografie
Die bei der Volkszählung im Jahr 2000 ermittelten 710 Einwohner von Kake lebten in 246 Haushalten; darunter waren 171 Familien. Die Bevölkerungsdichte betrug 34 Einwohner pro km². Im Ort wurden 288 Wohneinheiten erfasst. Unter der Bevölkerung waren 67 % amerikanische Indianer (= 474) und 24 % Weiße (= 171); 8 % gaben die Zugehörigkeit zu mehreren Ethnien an.
Unter den 246 Haushalten hatten 41 % Kinder unter 18 Jahren; 25 % waren Single-Haushalte. Die durchschnittliche Haushaltsgröße war 2,88, die durchschnittliche Familiengröße 3,49 Personen.
Die Bevölkerung verteilte sich auf 34 % unter 18 Jahren, 7 % von 18 bis 24 Jahren, 30 % von 25 bis 44 Jahren, 23 % von 45 bis 64 Jahren und 7 % von 65 Jahren oder älter. Der Median des Alters betrug 32 Jahre.
Der Median des Haushaltseinkommens betrug 39.643 $, der Median des Familieneinkommens 42.857 $. Das Prokopfeinkommen in Kake betrug 17.411 $. Unter der Armutsgrenze lebten 15 % der Bevölkerung.